# Хомяк-молчун
«Хомяк-молчун» — советский короткометражный рисованный мультфильм 1972 года, второй из трёх сюжетов мультипликационного альманаха «Весёлая карусель» № 4.

## Сюжет
По лесу с надутыми щеками идёт хомяк, ни на кого не обращает внимания и даже не здоровается. Каждый, кто пытался поприветствовать его и завести разговор, в ответ получал только невежливое молчание. Такое поведение хомяка очень раздражало всех, и каждый стал называть его ленивым. А хомяк, никого не слушая, шёл к своей норке, придерживая щёки лапками. Придя домой, хомяк вывалил изо рта целую гору зёрен.

## Съёмочная группа
| автор сценария и сказка         | Эдуард Шим |
| режиссёр и художник-постановщик | Леонид Носырев |
| композитор                      | Евгений Ботяров |
| оператор                        | Михаил Друян |
| звукооператор                   | Владимир Кутузов |
| текст от автора читает          | Николай Литвинов |
| художники-мультипликаторы       | Константин Чикин, Ефим Гамбург, Юрий Бутырин, Анатолий Солин, Виолетта Колесникова, Анатолий Петров, Игорь Подгорский, Иван Давыдов |
| ассистент режиссёра             | Светлана Кощеева |
| художник                        | Ирина Троянова |
| монтажёр                        | Валентина Турубинер |
| редактор                        | Аркадий Снесарев |
| директор картины                | Г. Кругликов |

## Цензура
По настоянию цензоров, концовку мультфильма укоротили. В самом конце мультфильма, когда хомяк снёс зерно в кладовую, звучит его монолог: «Ладно, пусть меня учат, а я, ни слова не говоря, пуд зерна в кладовую натаскал.» Следующие часть монолога и сюжет вырезаны: «Никто этого не видел, никто этого не знает, никто не позарится. Молчком-то лучше». И в это время куча зерна уплывает вниз, под землю. Из ямы высовывается крот и говорит: «Тссс». Так хомяк остаётся ни с чем.